# Mynes anemone
Mynes anemone är en fjärilsart som beskrevs av Vane-wright 1976. Mynes anemone ingår i släktet Mynes och familjen praktfjärilar. Inga underarter finns listade i Catalogue of Life.